# レガリア

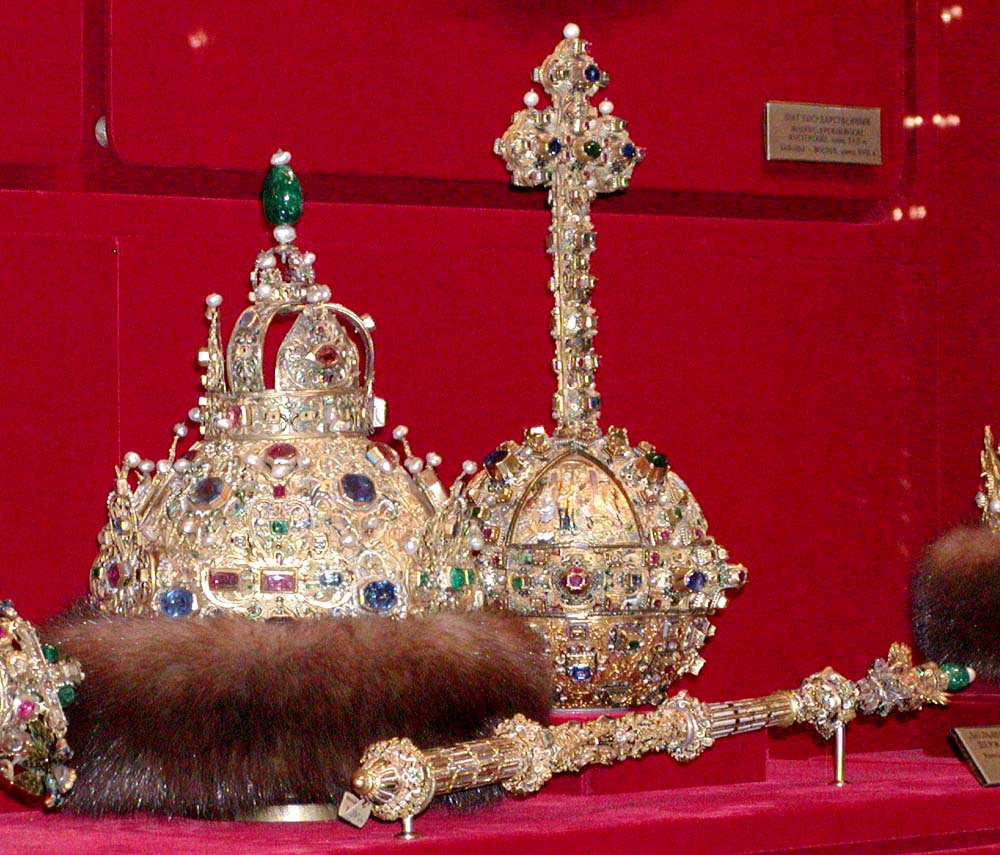
ロシア皇帝のレガリア

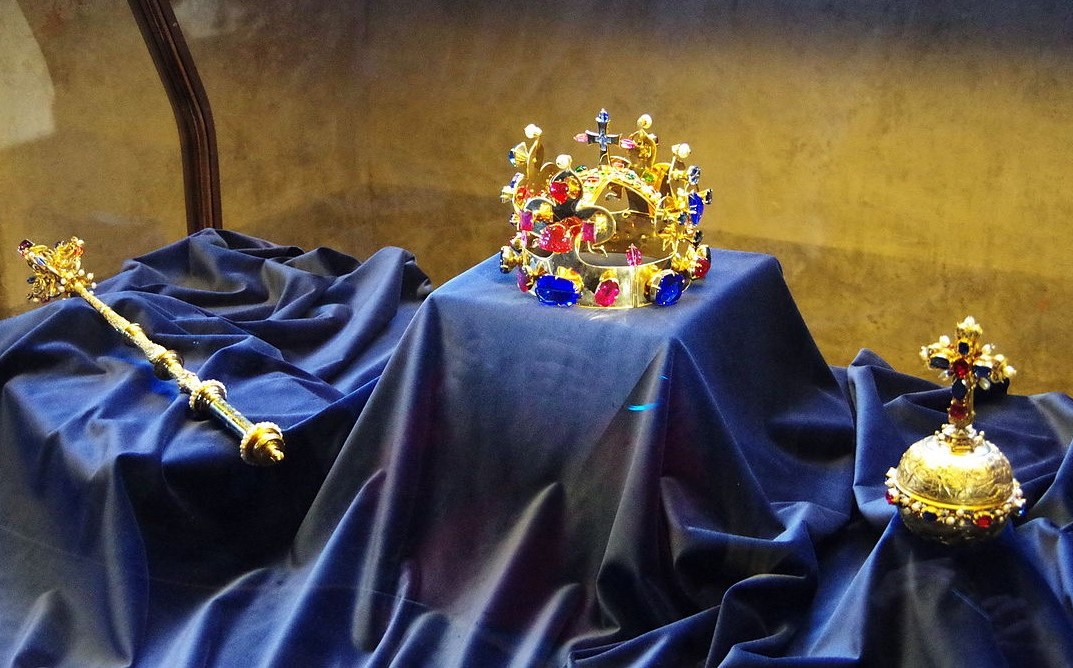
ボヘミア王のレガリアのレプリカ

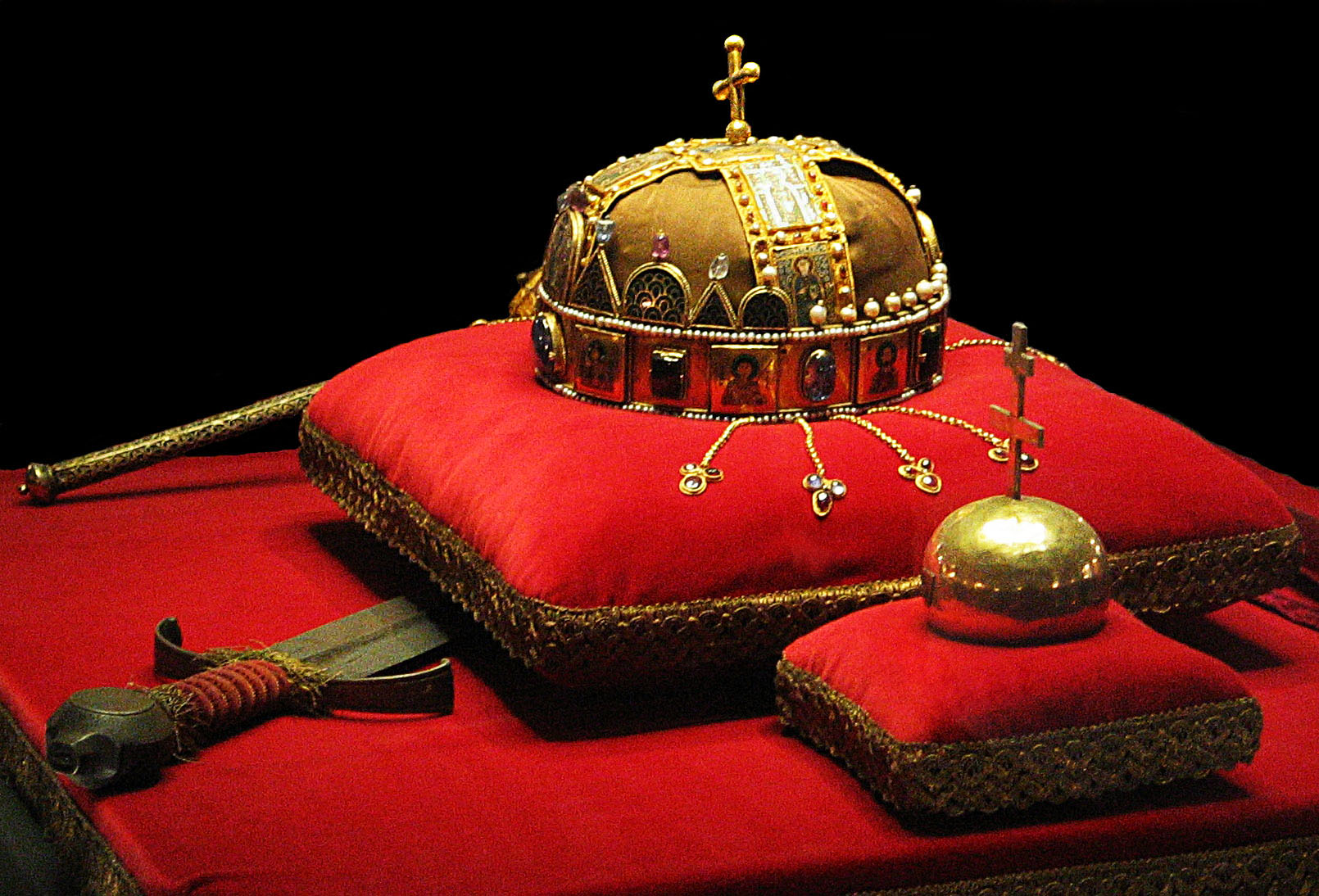
ハンガリーのレガリア。聖イシュトヴァーンの王冠など

レガリア（ラテン語: regalia、英語: regalia、リゲイリア）は、王権などを象徴し、それを持つことによって正統な王、君主であると認めさせる象徴となる物品である。また、王の所有する特権（貨幣鋳造権、採掘権など）を指すのにも使用される。

## 概要
「王の物」を意味するラテン語 regalis の複数形で、1530年代から使用されるようになった。
天叢雲剣などの刀剣、伝国璽などの印璽が用いられる例があるほか、西欧諸国においては王冠・王笏・宝珠の3種がよく見られる。あるいは広く、地位や官位を示す記章など。
アフリカのいくつかの国（アシャンティ王国、ダホメ王国ほか）、地中海のミノス文明、古代中国・日本で斧鉞は王権の象徴とされた。中国の殷代頃には、黄鉞（黄金飾りの鉞）は斬首刑用の道具として刑を執行する王の持ち物とされ王の象徴となっていた（ちなみに斧の刃を下にした象形文字が「王」の字となった）。この伝統は古代日本にも伝わっている。
特に英米では、卒業式の正装一式をリゲイリアと呼び、ガウン・帽子・タッセル・フードなどからなる。

## レガリアの例
アジア
- 九鼎 - 中原の天子
- 伝国璽- 中国皇帝
- 三種の神器 - 日本国天皇
- 五種の神器 - タイ国王

アフリカ
- 黄金の床几 - アシャンティ王国のレガリア、これをめぐって黄金の床几戦争が起きた。

中東
- ムハンマドの剣、軍旗、印章、外套 ‐ イスラム帝国アッバース朝のカリフ権の象徴[13]
- オスマンの剣（英語版） -　オスマン帝国のスルタンの剣
- ジャムシードの杯（ペルシア語版、英語版） ‐ 多くのペルシャ文学に登場し、それらの中でペルシア帝国王継承の象徴とされた伝説上の支配者ジャムシードが所有した杯。

ヨーロッパ
- オランダのレガリア（英語版）
- ギリシャのレガリア（英語版）
- フランス王国のレガリア（フランス語版）（ジョワユーズ、シャルルマーニュの冠など） - フランス国王
- 連合王国の戴冠宝器 - イギリス国王のレガリアである王冠、王笏、宝珠などを含む
- 神聖ローマ帝国のレガリア（英語版）
- 漁師の指輪（漁夫の指輪とも） ‐ ローマ教皇のレガリア
- 聖イシュトヴァーンの王冠 ‐ ハンガリー王国のレガリア

北米
- ウォーボンネット - ネイティブアメリカンの酋長や勇者が身に帯びる冠

## 特権
レガリアという言葉は、大公や皇帝等、称号に関わらず独占的に行使できる特権に対しても使用される。代表的な例として、自身の肖像が刻印された貨幣の鋳造権などである。支配力が弱い国家では、侵害されることが多かった。

## その他
ディズニー映画『アナと雪の女王』では、アレンデール王国の女王に即位する儀式（戴冠式）において、エルサがティアラを頭につけ、2つのレガリアを手に持つ描写がある。